# Nandiala (departamento)
Nandiala é um departamento ou comuna da província de Boulkiemdé no Burkina Faso. A sua capital é a cidade de Nandiala.
Em 1 de julho de 2018 tinha uma população estimada em 36682 habitantes.